# Mirjam Ott
Mirjam Ott (Berna, Suiza; 27 de enero de 1972) es una curler retirada suiza. Jugó para el Davos Curling Club. Fue la campeona mundial de curling de 2012 y la skip (capitana) del equipo olímpico suizo de curling. Participó en varios Juegos Olímpicos y ganó numerosos premios en otros eventos de curling en todo el mundo.

## Carrera profesional
Ott ganó la medalla de plata olímpica dos veces; en los Juegos Olímpicos de 2002 en Salt Lake City (con skip Luzia Ebnöther) y 2006 en Turín (como skip ella misma), convirtiéndola en la primera mujer con dos medallas olímpicas en curling. En 2008, el equipo ganó el Campeonato de Europa en Suecia. En los Juegos Olímpicos de Vancouver 2010, su equipo terminó en un decepcionante cuarto lugar, ya que el toque de Ott la abandonó por completo al final de la semifinal y en los partidos por la medalla de bronce. Ott ganó el Campeonato Mundial de Curling Femenino Ford 2012 después de derrotar a la sueca Margaretha Sigfridsson en la final.
En los Juegos Olímpicos de Invierno de 2014 en Sochi , ella y su equipo volvieron a estar en la final, pero fueron derrotados por las oponentes de Gran Bretaña 5-6. Luego, Ott terminó su carrera y se convirtió en la entrenadora del equipo femenino en Baden alrededor de Skip Alina Pätz.

## Equipos
| Temporada | Saltar        | Tercero                         | Segundo             | Guiar                               |
| --------- | ------------- | ------------------------------- | ------------------- | ----------------------------------- |
| 1996–97   | Mirjam Ott    | Marianne Flotrón Manuela Korman | Franziska von Känel | carolina balz                       |
| 2001-02   | Luzia Eböther | Mirjam Ott                      | Tania Frei          | Nadia Röthlisberger Laurence Bidaud |
| 2004-05   | Mirjam Ott    | binia beeli                     | Brigitte Schori     | Michele Knobel                      |
| 2005-06   | Mirjam Ott    | binia beeli                     | Valeria Spalty      | michele moser                       |
| 2006-07   | Mirjam Ott    | Binia Feltscher Beeli           | Valeria Spalty      | Janine Greiner                      |
| 2007-08   | Mirjam Ott    | carmen schäfer                  | Valeria Spalty      | Janine Greiner                      |
| 2008-09   | Mirjam Ott    | carmen schäfer                  | Valeria Spalty      | Janine Greiner                      |
| 2009-10   | Mirjam Ott    | carmen schäfer                  | carmen kung         | Janine Greiner                      |
| 2010-11   | Mirjam Ott    | carmen schäfer                  | carmen kung         | Janine Greiner                      |
| 2011-12   | Mirjam Ott    | carmen schäfer                  | carmen kung         | Janine Greiner                      |
| 2012-13   | Mirjam Ott    | carmen schäfer                  | carmen kung         | Janine Greiner                      |
| 2013-14   | Mirjam Ott    | carmen schäfer                  | carmen kung         | Janine Greiner                      |

## Premios
Juegos Olímpicos de Invierno
2014 4.º lugar; 2010 4.º lugar; Plata de 2006; 2002 plata
Campeonato del Mundo
2012 1. Rang; 2011 5. Rang; 2009 5. Rang; 2008 Bronce; 2005 7. Rang; 1997 8. Rang
Campeonato de Europa
2013 bronce; 2012 5.º lugar; Bronce de 2010; Plata de 2009; Oro de 2008; 2007 4.º lugar; 2006 bronce; Plata de 2005; 2004 plata; 2001 bronce; 1996 oro
Schweizermeistertitel Elite
2012, 2011, 2009, 2008, 2006, 2004, 1997